# آلدو بت
آلدو بت (به ایتالیایی: Aldo Bet) بازیکن فوتبال و اهل ایتالیا است که از سال ۱۹۷۱ میلادی عضو تیم ملی فوتبال ایتالیا بوده و در ۲ بازی ملی حضور داشته‌است. او در بازی‌های ملی‌اش گلی به ثمر نرساند.
آلدو بت آخرین بازی ملی خود را در سال ۱۹۷۱ میلادی انجام داد.